# Tiina Rinne
Tiina Rinne (Turku, 24 de mayo de 1929-Helsinki, 27 de enero de 2021) fue una actriz finlandesa.

## Biografía
Su nombre completo era Tiina Maarita Rinne, y nació en Turku, Finlandia, siendo sus padres los actores Jalmari Rinne y Anni Aitto, y sus hermanos los también actores Tommi Rinne y Taneli Rinne. Tras divorciarse, su padre se casó con Ansa Ikonen. Fruto de dicha relación, Tiina tuvo como hermanastros a las actrices Katriina Rinne y Marjatta Rinne. Fue, además, sobrina de los actores Joel Rinne y Einar Rinne.
Tiina Rinne asistió a la actual Academia de Teatro de la Universidad de las Artes de Helsinki entre 1947 y 1950, donde estudió con los actores Jussi Jurkka y Veikko Sinisalo, así como con los directores Rauni Mollberg y Mikko Niskanen.
Rinne debutó como actriz teatral en 1950 en el Intimiteatteri, actuando posteriormente en el Kaupunginteatteri de Turku, en el Kaupunginteatteri de Helsinki, y en el Teatro Nacional de Finlandia, en el cual actuó durante 20 años y de donde se jubiló en 1994. 
Además de su trayectoria teatral, Rinne también actuó para el cine y la televisión. Fue especialmente recordado su papel de Maija Mäkimaa en la serie dramática Kotikatu, de cuyo elenco formó parte entre los años 1995 y 2012.
Por su trayectoria artística, a Rinne se le concedió en el año 1987 la Medalla Pro Finlandia y la Medalla de Oro de la Confederación de Organizacionesde Teatro Finlandesas.
Tiina Rinne falleció en Helsinki en el año 2021. Había estado casada desde 1961 con el historiador de arte Aimo Reitala (1931–2012), con el cual tuvo tres hijos, Mikko Reitala, Janne Reitala y Heta Reitala.

## Filmografía (selección)
- 1946 : Kultainen kynttilänjalka
- 1948 : Ruusu ja kulkuri
- 1949 : Kalle-Kustaa Korkin seikkailut
- 1949 : Kanavan laidalla
- 1949 : Prinsessa Ruusunen
- 1950 : Ratavartijan kaunis Inkeri
- 1950 : Amor hoi!
- 1950 : Isäpappa ja keltanokka
- 1966-1967 : Hanski (serie TV)
- 1971 : Aatamin puvussa... ja vähän Eevankin
- 1995-2012 : Kotikatu (serie TV)
- 2000 : Pieni pyhiinvaellus
- 2018 : Ratamo (serie TV)